# Münchberg
Münchberg è una città tedesca situata nel land della Baviera.